# Sinoboletus tengii
Sinoboletus tengii är en svampart som beskrevs av M. Zang & Yan Liu 2002. Sinoboletus tengii ingår i släktet Sinoboletus och familjen Boletaceae.   Inga underarter finns listade i Catalogue of Life.